# Университет по приложни науки „Кемптен“
Университетът по приложни науки „Кемптен“ (на немски: Hochschule für angewandte Wissenschaften Kempten) е университет по приложни науки в Германия, разположен в град Кемптен, провинция Бавария. Създаден е през 1977 г. В него се обучават около 5000 студенти. От 2019 г. ректор на университета е Волфганг Хауке.

## Катедри и факултети
Университетът започва учебната година през зимния семестър. Към учебната 2023/2024 г. се начислява семестриална такса от 72 евро. Допълнително се начислява такса от 30 евро на семестър за семестриален билет.
Университетът разполага с факултети по:
- бизнес администрация;
- електротехника;
- компютърни науки;
- машиностроене;
- социални науки и здравеопазване;
- управление на туризма;
- продължаващо образование (Бизнес училище „Кемптен“).

## Изследователски център „Алгой“
Изследователският център „Алгой“ (съкратено FZA) координира научните изследвания и сътрудничеството на университета – между факултетите и дисциплините. Задачите на многобройните научноизследователски и развойни проекти, които се изпълняват в рамките на публично финансирани изследователски програми и от името на индустрията и търговията, са насочени в областта на енергетиката, мобилността, производството и социалните иновации.
Следните институти провеждат изследвания под егидата на Изследователския център „Алгой“ на различни места в региона, като подкрепят местните компании с приложно-ориентирани изследвания:
- BZPD – Баварски център за дигитални грижи;
- ECC-ProBell – Европейски център за върхови постижения в областта на камбаните;
- EPT – Институт за ефективни производствени технологии;
- IDF – Институт за оптимизирано за данни производство;
- IDT – Институт за дигитална трансформация в работата, образованието и обществото;
- IEAT – Институт за енергийни и задвижващи технологии;
- IEES – Институт за електрически енергийни системи;
- IFA – Институт за иновативни задвижвания на превозни средства;
- IFI – Институт за интернационализация;
- IFM – Институт за усъвършенствана помощ на водача и свързана мобилност;
- IMS – Институт за компютърно зрение;
- IGG – Институт за здраве и поколения;
- IKR – Институт за приложен изкуствен интелект и роботика;
- ILE – Институт за силова електроника;
- INIT – Институт за устойчиво и иновативно развитие на туризма;
- IPI – Институт за производствени и информационни технологии;
- KLEVERTEC – Център за компетентност за приложни изследвания в хранително-вкусовата и опаковъчната технология.